# 1684
- Wikisource

| Calendário gregoriano                                                        | 1684 MDCLXXXIV                       |
| Ab urbe condita                                                              | 2437                                 |
| Calendário arménio                                                           | 1133 – 1134                          |
| Calendário bahá'í                                                            | -160 – -159                          |
| Calendário budista                                                           | 2228                                 |
| Calendário chinês                                                            | 4380 – 4381 Início a 15 de fevereiro |
| Calendário copta                                                             | 1400 – 1401                          |
| Calendário etíope                                                            | 1676 – 1677                          |
| Calendários hindus - Vikram Samvat - Calendário nacional indiano - Cáli Iuga | 1739 – 1740 1605 – 1606 4784 – 4785  |
| Calendário Holoceno                                                          | 11684                                |
| Calendário islâmico                                                          | 1095 – 1096                          |
| Calendário judaico                                                           | 5444 – 5445                          |
| Calendário persa                                                             | 1062 – 1063                          |
| Calendário rúnico                                                            | 1934                                 |
| Calendário solar tailandês                                                   | 2227                                 |

1684 (MDCLXXXIV, na numeração romana)  foi um ano bissexto do século XVII do atual Calendário Gregoriano, da Era de Cristo, e as suas letras dominicais foram  B e A, totalizando 52 semanas, com início a um sábado e terminou a um domingo.
| Ano completo                      |
| --------------------------------- |
| Ano bissexto com início ao sábado |

## Eventos
- Fim da Guerra Tibete–Ladaque–Mogol — a invasão tibetano do Ladaque, iniciada em 1679 terminou. Nos termos do Tratado de Tingmosgang, assinado entre um representante do líder tibetano e o rei ladaque Deldan Namgyal, o Ladaque manteve a sua independência com restrições e as suas fronteiras com o Tibete foram fixadas onde ainda hoje se mantêm à exceção do Aksai Chin, ocupado pela China em 1962, durante a guerra sino-indiana.

### Fevereiro
- 24 de fevereiro - Brasil Colônia: Início da Revolução de Beckman, no Maranhão, contra a Companhia de Comércio do Maranhão.

### Agosto
- 30 de agosto — Fim da prisão do rei Afonso VI de Portugal, detido nas dependências da Fortaleza de São João Baptista, no Monte Brasil, Ilha Terceira, Açores, onde estava detido desde 21 de junho de 1669.

## Nascimentos

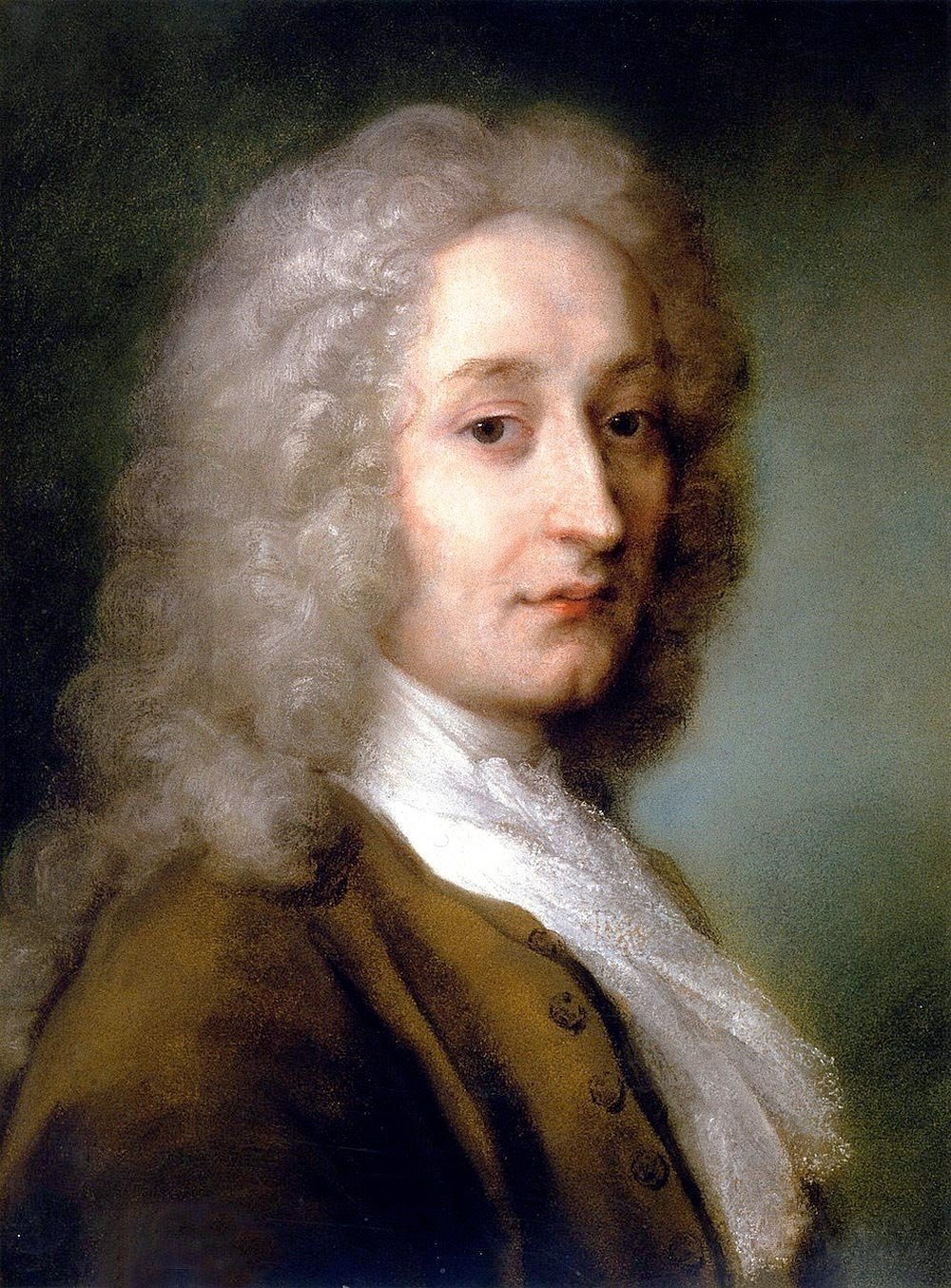
Antoine Watteau retratado por Rosalba Carriera

- 31 de março — Francesco Durante, compositor italiano  (m. 1755).
- 15 de abril — Catarina I, imperatriz da Rússia  (m. 1727).
- 24 de maio — Carlos Alexandre de Württemberg, regente da Sérvia  (m. 1737).
- 10 de outubro — Antoine Watteau, pintor francês do rococó  (m. 1721).
- Diogo Soares — cartógrafo português e padre jesuíta responsável pelo primeiro levantamento das latitudes e longitudes de uma vasta área do território brasileiro  (m. 1748).

## Mortes
- 12 de maio — Edme Mariotte, físico e padre francês  (n. 1620).
- 22 de julho — Josefa de Óbidos, pintora portuguesa  (n. 1630).